# 骑马与砍杀：战团
《骑马与砍杀：战团》是电子游戏《骑马与砍杀》的獨立资料片，由TaleWorlds开发，于2010年3月30日推出，当前最新版本为1.174。加入了许多新元素，包括新增国家──萨兰德苏丹国和新增多人联机游戏、自立为王、结婚、招降领主等新功能。

## 简介

卡拉迪亚大陆地图

战团延续了原版在架空世界（卡拉迪亚大陆）的背景，其中包括了六个国家的势力，各势力的兵种特点如下表所示：
| 势力名称     | 优势         | 劣势               | 历史来源     |
| ------------ | ------------ | ------------------ | ------------ |
| 斯瓦迪亚王国 | 骑兵         | 步兵               | 神聖羅馬帝國 |
| 罗多克王国   | 弩兵、長矛兵 | 无骑兵             | 北義大利     |
| 诺德王国     | 步兵         | 弓箭手偏弱，无骑兵 | 维京         |
| 维吉亚王国   | 弓箭手       | 各兵种不持盾       | 基輔罗斯     |
| 库吉特汗国   | 弓骑兵       | 攻城能力較弱       | 金帳汗國     |
| 萨兰德苏丹国 | 骑兵         | 无                 | 馬穆魯克王朝 |

## 付費DLC

### 拿破仑战争
联机战役的DLC，由Flying Squirrel Entertainment开发，于2012年4月19日发布。
该DLC的背景为拿破仑战争时期，支持200名玩家和超过220个独特的兵種，可使用的槍砲，且场景可破坏。
可选择的国家有：法国、英国、普鲁士、奥地利、俄罗斯。

### 维京征服
單人劇情向DLC，由大不列顛MOD製作組開發，于2014年12月11日发布。
背景為維京海盜時期，場景以英國、挪威及丹麥為主，重現維京海盜最風光的時期。本作主打故事劇情，亦可采用自由发展統一世界的玩法。
遊戲故事發生於異教徒大軍入侵盎格魯撒克遜英格蘭時期，主角在帶母親前往菲士蘭治癒時被虛構維京海盜牛頸斯溫襲擊。
玩家可幫助由阿菲烈特大帝領導的威塞克斯王國或是由朗納爾之子們率領的諾森布里亞王國。

## 衍生游戏
中国的“尚史轩制作组”在获得该游戏版权后，基于该游戏的引擎，在其设计的“戎马丹心：汉匈战争”MOD的基础上开发出一款名为“戎马丹心：汉匈决战”的独立游戏。于2017年发售。该游戏以汉匈战争为历史背景。